# Anomalurus derbianus
Anomalurus derbianus là một loài động vật có vú trong họ Anomaluridae, bộ Gặm nhấm. Loài này được Gray mô tả năm 1842.

## Hình ảnh

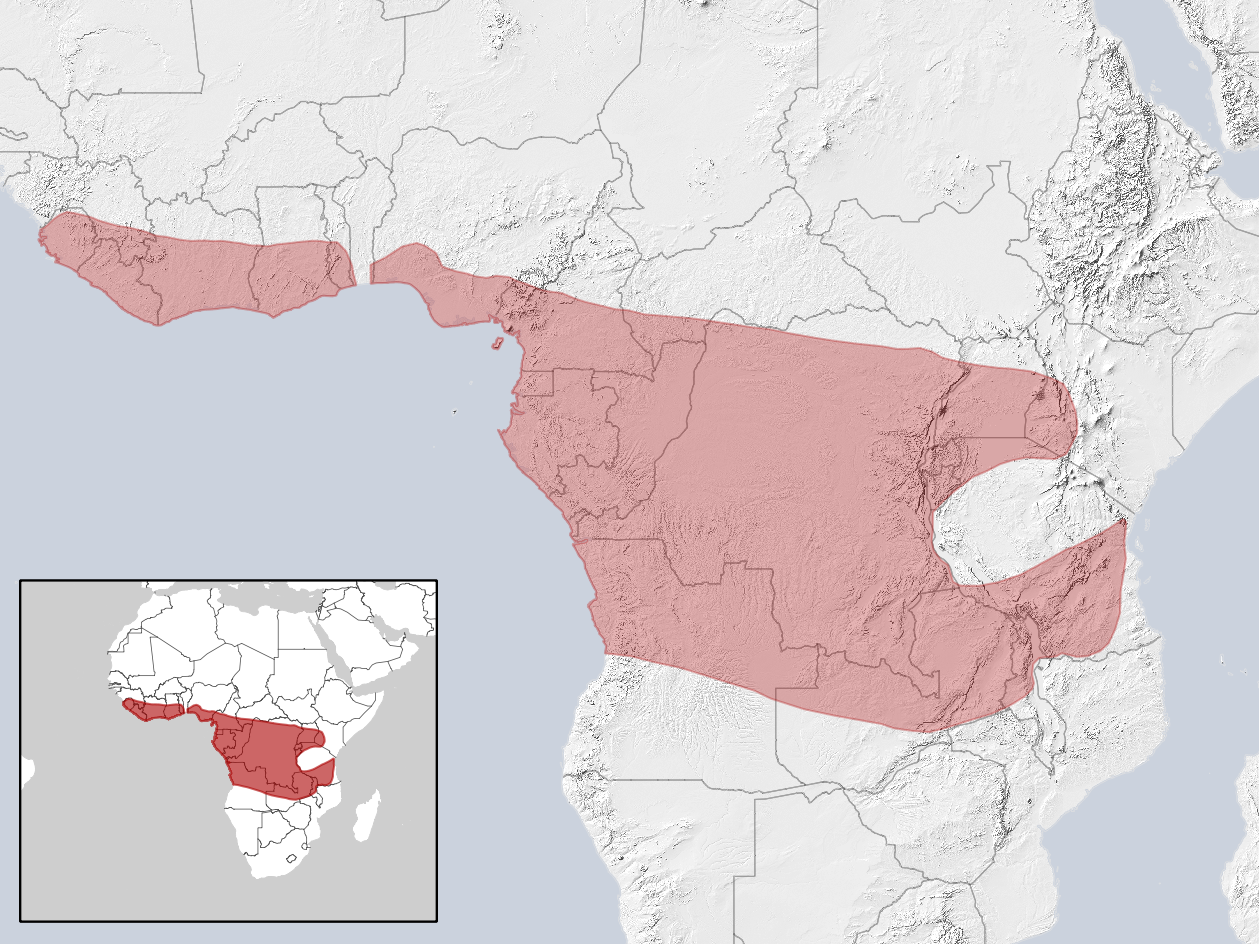